# Les Arques
Les Arques ist eine südfranzösische Gemeinde mit 214 Einwohnern (Stand 1. Januar 2022) im Département Lot in der Region Okzitanien.

## Lage
Les Arques liegt im Gebiet des Quercy, genauer gesagt der Bouriane im Herzen des Périgord noir in einer Höhe von etwa 200 Meter ü. d. M. Bis nach Sarlat-la-Canéda sind es gut 50 Kilometer (Fahrtstrecke) in nördlicher Richtung; die nächstgelegene größere Stadt, Cahors, liegt etwa 32 Kilometer südöstlich. Der kleine Ort Besse mit seiner interessanten romanischen Kirche Saint-Martin liegt knapp 20 Kilometer nordwestlich. Das Gemeindegebiet wird vom Fluss Masse durchquert.

## Bevölkerungsentwicklung
| Jahr      | 1968 | 1975 | 1982 | 1990 | 1999 | 2006 | 2018 | 2020 |
| Einwohner | 230  | 177  | 173  | 160  | 158  | 173  | 203  | 218  |

Bei der ersten Volkszählung Frankreichs im Jahr 1793 hatte der Ort 688 Einwohner; Mitte des 19. Jahrhunderts stieg die Einwohnerzahl zeitweise auf über 800 an um danach – wegen der Mechanisierung der Landwirtschaft und der Abwanderung von Teilen der Bevölkerung in die Städte – stetig abzunehmen.

## Wirtschaft
Der Ort war immer landwirtschaftlich geprägt. Die fettigen Böden erlauben jedoch nur den Anbau von Roggen (seigle); Mehl wurde in früheren Zeiten aber auch aus Esskastanien und Walnüssen hergestellt. In den 1970er und 1980er Jahren wurden mehrere Häuser des Ortes zu Ferienwohnungen (gîtes) umgebaut.

## Geschichte
Die Existenz des Ortes ist wohl ganz wesentlich auf die Gründung eines Priorats der Abtei Marcilhac im 11. Jahrhundert zurückzuführen. Während des Hundertjährigen Krieges (1337–1453) wurde die ehemalige Prioratskirche Saint-Laurent in Teilen zerstört und – etwas verkleinert – wiederaufgebaut. In dieser Zeit entstand auch das repräsentative Wohnhaus des Priors – heute als Ancien Doyenné bekannt. In den Jahren 1561, 1622 und 1637 eroberten und verwüsteten protestantische Freischärler den Ort.

## Sehenswürdigkeiten

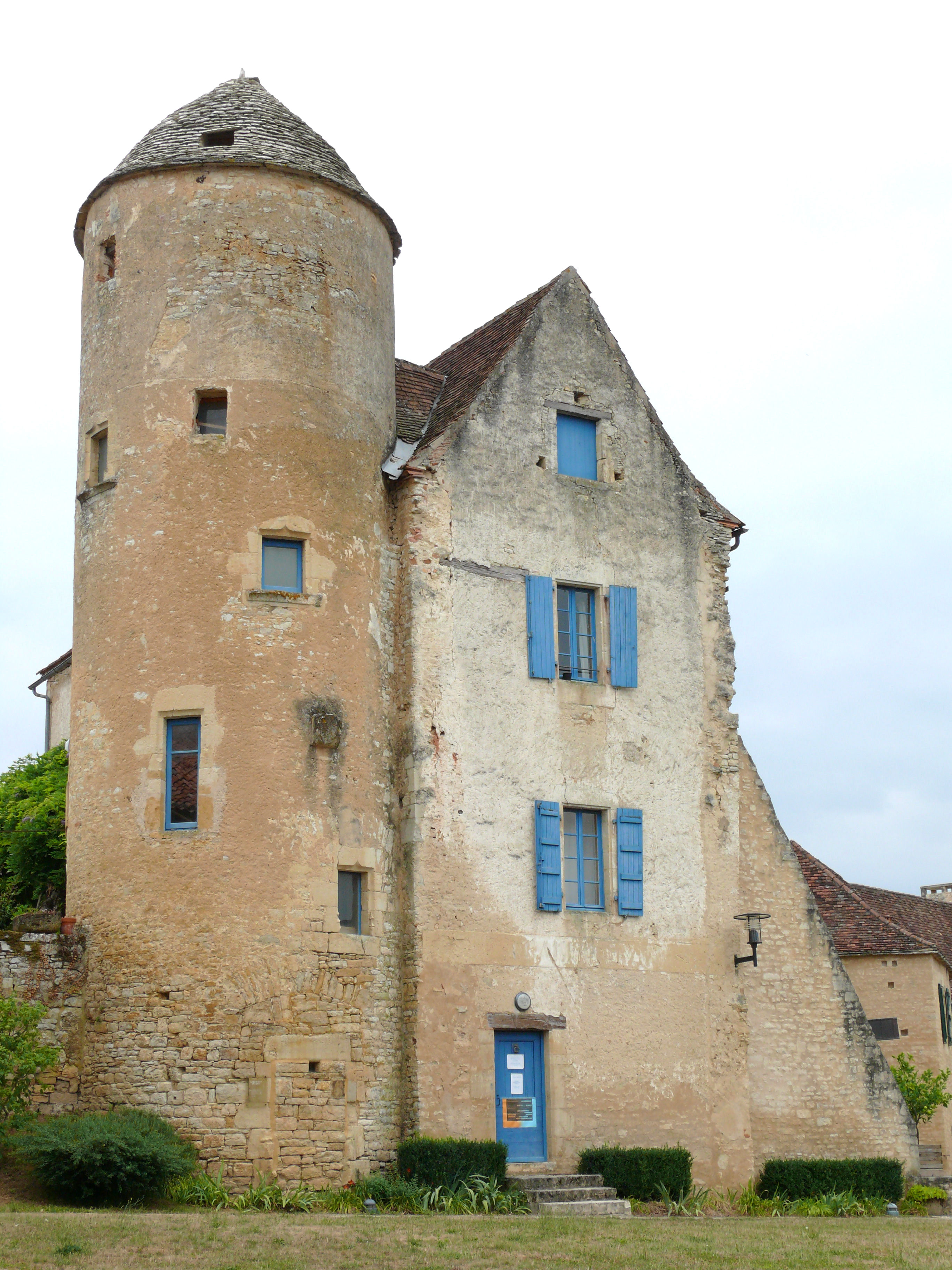
Ancien Doyenné

### Sonstige
- Das repräsentative Haus des Priors (Ancien Doyenné) hat noch Mauerteile aus dem 12. Jahrhundert; es wurde jedoch nach den Zerstörungen im Hundertjährigen Krieg und in den Hugenottenkriegen schöner und größer wiederaufgebaut. Nach der Zusammenlegung von Priorat und Pfarrei im 18. Jahrhundert wurde es als Pfarrhaus genutzt. Der mittelalterliche Rundturm zeigt noch einige spätgotische Fenster mit flachen Kielbögen als oberem Abschluss; der eigentliche Wohntrakt wurde im ausgehenden 16. Jahrhundert hinzugefügt. Das Gebäude ist seit dem Jahr 1991 in die Liste der Monuments historiques[1] eingetragen.
- Das Musée Zadkine wurde 1988 zu Ehren des Bildhauers eingerichtet. Die meisten der hier gezeigten Skulpturen sind allerdings Kopien aus dem Musée Zadkine in Paris. Auch vor der Kirche werden Arbeiten des Künstlers gezeigt.
- Die waldreiche Umgebung lädt zu diversen Spaziergängen und Wanderungen ein.

## Persönlichkeiten
Der belarussisch-französische Maler und Bildhauer Ossip Zadkine (1888–1967) lebte von 1934 bis zum Ausbruch des Zweiten Weltkrieges in Les Arques; auch später hat er den Ort noch mehrfach besucht.